# Agelaius assimilis
Agelaius assimilis (лат.) — вид птиц рода чёрные трупиалы семейства трупиаловых. Подвидов не выделяют.

## Описание
Представители данного вида преимущественно чёрного цвета.

### Размер
Размер представителей вида Agelaius assimilis составляет 22 см.

## Распространение
Эндемики Кубы.

## Биология
Эти птицы гнездятся на болотах, колонизированных надводной растительностью, включая Typha domingensis, Phragmites и Sagittaria lancifolia. Вне сезона гнездования они отправляются на поля и пастбища.

## Продолжительность поколения
Продолжительность поколения представителей данного вида составляет 6 лет.

## Популяция
Популяция вида Agelaius assimilis стабильна.